# Rio Curiaú
O rio Curiaú é um dos rios que banham o estado do Amapá, no Brasil. Sua foz encontra-se no interior da área de proteção ambiental do rio Curiaú.